# Fondation Marguerite Long-Jacques Thibaud
La Fondation Marguerite Long-Jacques Thibaud est une fondation dont l'objet est l’organisation d’un concours de musique classique, le concours Long-Thibaud-Crespin et l’organisation tous les trois ans d’un gala des lauréats.
Elle est issue de la fondation Marguerite Long qui a absorbé la fondation Jacques Thibaud reconnue d’utilité publique et dissoute par décret en date du 10 janvier 2005 et qui a pris le nom des deux musiciens.